# Borgo Panigale
Borgo Panigale (en bolonyès Al Baurg o Baurg Panighèl) és un barri de la ciutat de Bolonya a Itàlia, situat a uns 5,5 km al nord-oest del centre de Bolonya, a la via Emília i al marge esquerre del Reno. De 1832 fins al 1937, quan el règim feixista el va incorporar en la ciutat de Bolonya, era un municipi independent. S'hi troba l'aeroport de la ciutat. Des de la reforma administrativa de 2016 fa part del quartiere Borgo Panigale-Reno una subdivisió de la ciutat en el marc de la descentralització del govern municipal. El 2013 el quartiere tenia 25.860 habitants.
El primer esment escrit, Vico Panicalis, data del segle viii. Fins a la Segona Guerra Mundial, era una zona principalment agrícola. La industrialització va començar el 1938, quan el fabricant de motocicletes Ducati hi va transferir la seu de producció.

## Persones
- Rafael Bombelli (1526-1572), matemàtic[4]